# Viktor Kurentsov
Viktor Grigorievitch Kurentsov (em russo:  Виктор Григорьевич Куренцов; Tukhinka, 15 de abril de 1941 – 7 de abril de 2021) foi um halterofilista russo, campeão mundial e olímpico pela União Soviética.
Competiu na categoria até 75 kg e ganhou prata nos Jogos Olímpicos de 1964 e ouro em 1968; foi por cinco vezes campeão mundial e prata em 1964. Ainda ganhou sete campeonatos europeus, de 1964 a 1966, e de 1968 a 1971, mais uma prata em 1972 e um bronze em 1974.
Kurentsov estabeleceu dezoito recordes mundiais: cinco no desenvolvimento (ou prensa militar, movimento-padrão abolido em 1973), seis no arremesso e sete no total, na categoria até 75 kg.
Morreu em 7 de abril de 2021.